# McDonnell F-101 Voodoo
O McDonnell F-101 Voodoo foi um caça supersônico que serviu a Força Aérea dos Estados Unidos (USAF) e a Real Força Aérea Canadense (RCAF).
Inicialmente projetado pela McDonnell Aircraft Corporation para ser caça de escolta de longo alcance para a Strategic Air Command (SAC), da USAF, porém, o F-101 acabou sendo desenvolvido para ser um caça-bombardeiro para o Tactical Air Command (TAC) da USAF, e como uma aeronave de reconhecimento, baseada na mesma célula. Um F-101A foi responsável por vários recordes de velocidade para aeronaves à jato, incluindo o de maior velocidade no ar, à 1.943,4 km/h . Estas aeronaves foram utilizadas em operações de reconhecimento até 1979.
Atrasos no projeto WS-201A (conhecido também por 1954 Interceptor) acabaram mostrando a necessidade por um interceptador interino, que foi suprida pelo F-101B. Isso requereu grandes modificações, como a instalação de um radar de controle de tiro mais potente, provisões para um segundo tripulante (servindo como operador do radar), e uma nova baia de armas, capaz de carregar quatro mísseis ar-ar AIM-4 Falcon e dois foguetes ar-ar nucleares AIR-2 Genie dentro da célula até o momento do disparo. O F-101B entrou em serviço no Comando de Defesa Aérea (ADC) da USAF em 1959, que os repassou para a Guarda Aérea Nacional (ANG), que os utilizou até 1982. A RCAF adotou o interceptador em 1961, os operando até 1984.

## Projeto e Desenvolvimento

### Antecedentes
A carreira do Voodoo como caça-bombardeiro foi relativamente curta, porém, as versões de reconhecimento serviram por algum tempo. Em conjunto com os Lockheed U-2 da USAF e os Vought RF-8 Crusader da US Navy, a variante de reconhecimento do Voodoo (designado RF-101) foi essencial durante a Crise dos Mísseis de Cuba  e durante a Guerra do Vietnã.  Versões de interceptação estiveram em serviço pela Guarda Aérea Nacional (ANG) norte-americana até 1982. Em serviço no Canadá, os interceptadores estiveram na linha de frente da NORAD até sua substituição pelo CF-18 Hornet durante os anos 1980.
O Voodoo teve sucesso moderado, porém, é considerado como uma importante evolução, que possibilitou a tecnologia operada por seus substitutos, como o F-4 Phantom II, uma das aeronaves de combate ocidentais de mais sucesso de sua época. O Phantom manteve características do Voodoo, como os os dois motores, o uso de dois tripulantes (um piloto e um operador de radar), a empenagem montada acima da fuselagem (e, consequentemente, longe das "tubeiras" dos motores).

### Design inicial
O design inicial do que viria a ser o F-101 Voodoo começou logo após a Segunda Guerra Mundial em resposta à Competição de Caças de Penetração da USAAF em 1946. Essa competição tinha como parâmetros um caça de escolta de longo alcance e alto desempenho, visando escoltar os novos bombardeiros norte-americanos de modo similar ao que era feito pelos North American P-51 Mustang, que escoltaram bombardeiros pesados Boeing B-17 Flying Fortress e Consolidated B-24 Liberator durante a Segunda Guerra Mundial. Várias companhias entraram na competição com seus projetos, sendo desses, alguns chegaram ao estágio de protótipos, com apoio financeiro da USAAF.
A McDonnell Aircraft Corporation entrou na competição com o projeto nomeado XF-88 Voodoo. O primeiro protótipo (matricula 46-6525), decolou pela primeira vez de Muroc em 20 de outubro de 1948, propelido por dois turbojatos Westinghouse XJ34-WE-13, de 3000lbf (13.3 kN) cada . Testes preliminares revelaram que, apesar da manobrabilidade e alcance serem adequados, a velocidade máxima estava bem aquém das necessidades, chegando somente à 1.032 km/h a nível do mar . Após a montagem de pós-combustores no segundo protótipo, o empuxo foi aumentado para 3.600lbf (16.1 kN), provendo assim, melhoras no desempenho em velocidade máxima, taxa de subida inicial e uma diminuição na distância de decolagem, porém, o consumo de combustível aumentou drasticamente com o uso dos pós-combustores, assim, diminuindo o alcance .
Apesar do XF-88 ter vencido a competição contra projetos como o Lockheed XF-90 e o North American YF-93, a detonação da primeira arma nuclear pela União Soviética resultou que a USAF (criada em 1947) repensasse suas necessidades em relação a aviação de combate, tornando interceptadores mais importantes e reduzindo a necessidade por caças de escolta, encerrando o programa de Caças de Penetração em 1950. Análises resultantes da experiência na Guerra da Coréia mostraram também que os bombardeiros estratégicos da USAF na época eram vulneráveis à interceptadores inimigos. Em 1951, a USAF expediu um novo requerimento para um caça de escolta, pedindo que empresas aeroespaciais norte-americanas submetessem seus projetos. A McDonnell projetou uma versão maior e com motores mais potentes do XF-88 e venceu a competição em maio de 1951. O XF-88 foi renomeado F-101 Voodoo em novembro de 1951.

### Mudanças no design para novos motores
O novo design era consideravelmente maior, carregando três vezes mais combustível e sendo construído dos novos e mais potentes turbojatos Pratt & Whitney J57 . As maiores dimensões dos motores J57 exigiram modificações nas baias dos motores, e nas tomadas de ar, que tiveram que ser alargadas para possibilitar maior influxo de ar para o motor. As novas tomadas de ar foram projetadas também para serem mais eficientes em velocidades superssônicas. Para melhorar a eficiência aerodinâmica, reduzir o peso da estrutura e reduzir o fenômeno do "pitch-up" (cabragem não comandada), os estabilizadores horizontais foram realocados para o alto do estabilizador vertical, dando aos F-101 sua característica cauda em T. No fim de 1952, a missão do F-101 foi modificada de "caça de penetração" para "caça estratégico", o que dava ênfase tanto na escolta de bombardeiros, quanto no lançamento de armas nucleares. Um mock-up do Voodoo, modificado com tomadas de ar reconfiguradas, superfícies de controle e trem de pouso modificados e uma arma nuclear inerte, foi inspecionado por oficiais da USAF em Março de 1953. O design foi aprovado e uma ordem inicial de 29 caças F-101A foi feita em 28 de maio de 1953. Não foram construídos protótipos, devido a aeronave ser considerada somente um desenvolvimento do XF-88.

### Produção Inicial
A primeira aeronave produzida foi um F-101A, de matrícula 53-2418, que fez seu primeiro vôo em 29 de setembro de 1954, na Base Aérea de Edwards, onde alcançou 960 km/h (Mach 0.9) à 11.000m (35.000 ft). Porém, com o fim da Guerra da Coréia e o desenvolvimento do Boeing B-52 Stratofortress, o Strategic Air Command (SAC) não via mais a necessidades de caças de escolta, se retirando do programa. Porém, o Tactical Air Command (TAC) se interessou pela aeronave, a reconfigurando como caça-bombardeiro, com a missão de lançar uma única arma nuclear contra alvos táticos, como aeródromos. Com o apoio do TAC, os testes continuaram, identificando vários problemas que não haviam sido resolvidos anteriormente, tendo sido feitas 2300 modificações no design antes da produção ser retomada, em novembro de 1956. Mesmo assim, a aeronave continuou tendo um problema crônico de "pitch-up" quando em alto ângulo de ataque que jamais foi resolvido a contento.

## História Operacional

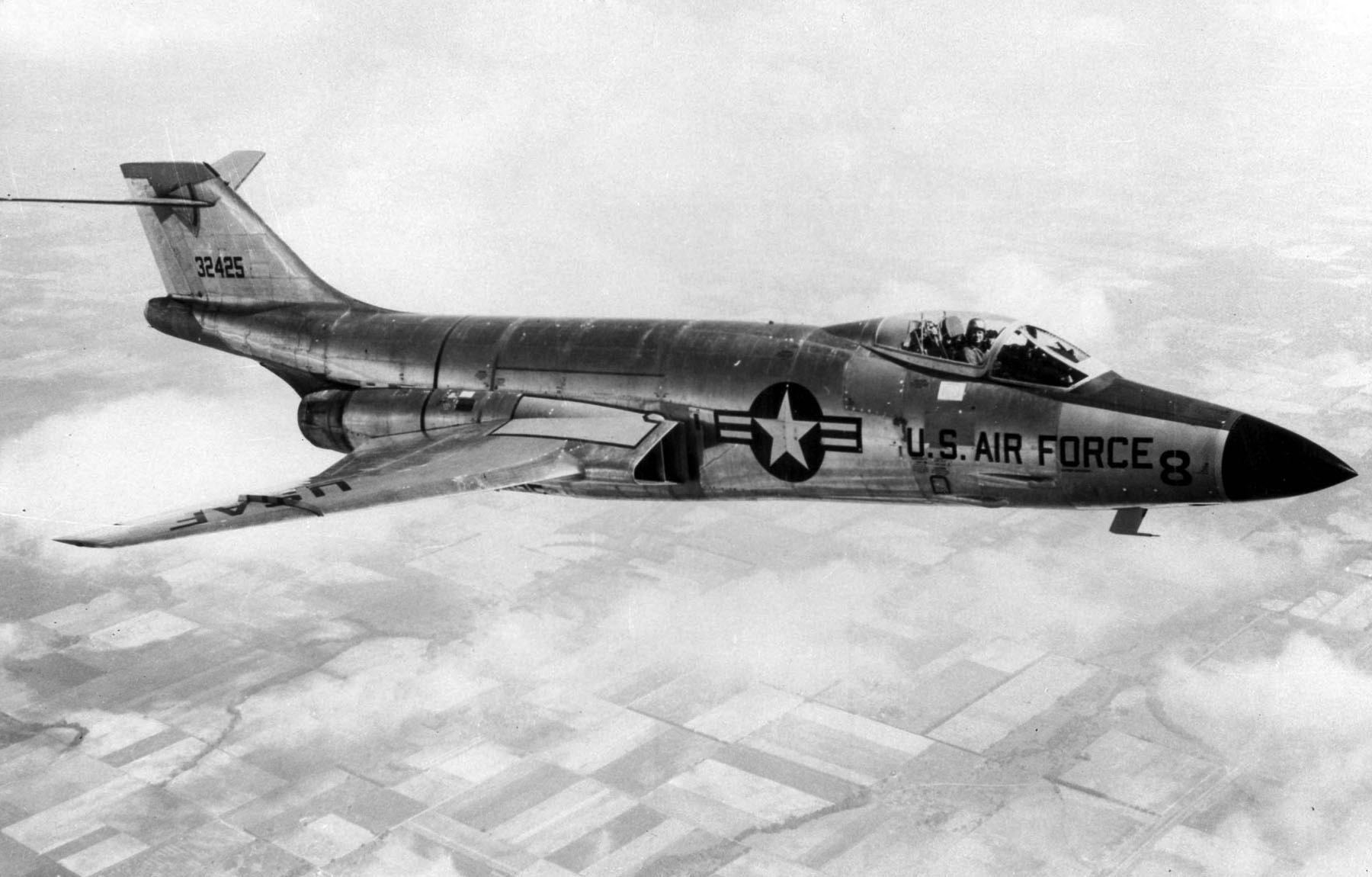
McDonnell F-101A (matricula 53-2425), baseado na Base Aérea de Bergstrom, no Texas

### F-101A / RF-101G
O primeiro F-101A foi entregue ao 27th Strategic Fighter Wing do TAC em 2 de maio de 1957 , substituindo aviões F-84F Thunderstreak. O F-101A era propelido por dois turbojatos Pratt & Whitney J57-P-13 , que proviam boa aceleração, desempenho em subida e facilidade para quebrar a barreira do som em vôo nivelado, podendo chegar à 1.876 km/h (Mach 1.52). A grande capacidade de combustível interna do F-101A provia também um alcance de aproximadamente 4.828 km . A aeronave era equipada com um radar de controle de tiro MA-7, útil tanto em situações ar-ar quanto ar-superfície, e um sistema LABS (Low Altitude Bombing System), para lançamento de armas nucleares  e havia sido projetado carregar bombas termonucleares Mk.28. Outras armas nucleares que podiam ser carregadas eram as bombas nucleares Mk.7 Thor e Mk.57, além da bomba termonuclear Mk.43. Apesar de teoricamente ser capaz de carregar armamento convencional, como bombas de emprego geral, foguetes e mísseis ar-ar AIM-4 Falcon , o F-101A nunca utilizou essas armas operacionalmente . A aeronave era equipada com quatro canhões Pontiac M39, de 20mm, porém, um deles foi deletado para abrir espaço para um transceptor de TACAN.

No total, 77 unidades do F-101A foram construídas. Elas foram sendo gradativamente retiradas de serviço em 1966 . 29 células do F-101A foram convertidas para o modelo RF-101G, com a remoção dos canhões e do radar, e a instalação de câmeras de reconhecimento no lugar. Essas aeronaves serviram na Guarda Aérea Nacional até 1972 .

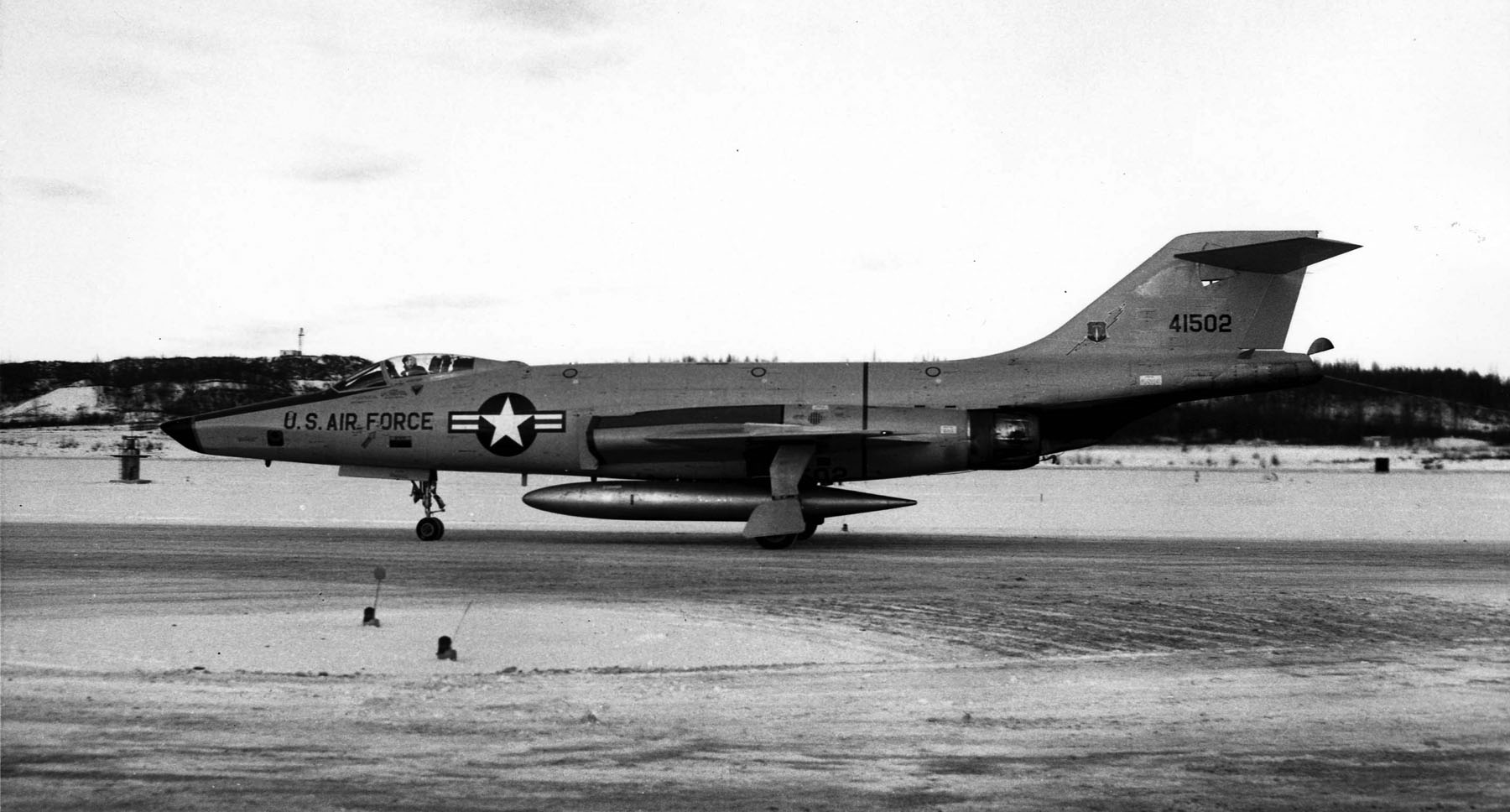
Um RF-101A (matricula 54-1502), operado pelo 29th Tactical Reconnaissance Squadron da USAF, baseado na Base Aérea de Shaw, na Carolina do Norte, EUA.

### RF-101A
Em outubro de 1953, a USAF requereu que duas aeronaves F-101A fossem reconstruídas como protótipos de aeronaves de reconhecimento tático YRF-101A. Após estes protótipos, foram construídos 35 aeronaves RF-101A . O RF-101A manteve a mesma célula do F-101A, porém, o nariz foi modificado, tendo o radar e canhões removidos e substituídos por seis câmeras de reconhecimento . Como todos os outros modelos do F-101, a aeronave contava com sonda e receptáculo de reabastecimento aéreo, além de capacidade de reabastecer outras aeronaves, pelo sistema Buddy Tank . Esse modelo entrou em serviço em 1957 , substituindo aeronaves de reconhecimento RB-57 Canberra.
Aeronaves RF-101A do 363rd Tactical Reconnaissance Wing da USAF, baseados na Base Aérea de Shaw, na Carolina do Norte, voaram missões de reconhecimento sobre Cuba, durante a Crise dos Mísseis de Cuba .

Em outubro de 1959, oito aeronaves RF-101A foram transferidas para a Força Aérea de Taiwan (ROCAF), que os utilizou em missões de reconhecimento sobre a China continental. Estas aeronaves foram modificadas com estabilizadores horizontais e tomadas de ar no estabilizador vertical similares aos do F-101C. A nova tomada de ar era utilizada também para resfriar o compartimento do paraquedas de frenagem e eliminando o limite de cinco minutos de acionamento dos pós-combustores que existia no F-101A .

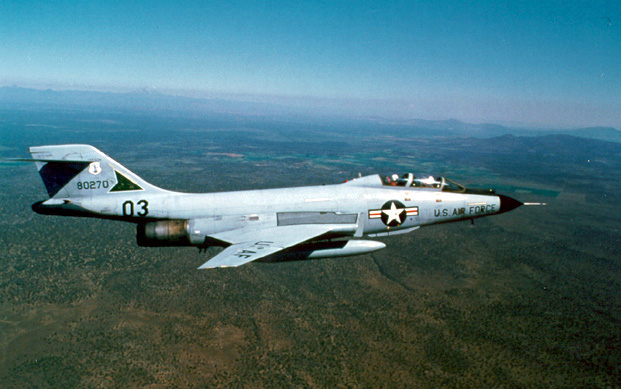
McDonnell F-101B operado pela Guarda Aérea Nacional do Oregon

### F-101B / CF-101B / EF-101B
No final dos anos 40, a USAAF deu início a um projeto de pesquisa para uma futura aeronave de interceptação, na qual culminou no requerimento avançado conhecido por WS-201A (também conhecido por 1954 Interceptor). Contratos para este requerimento acabaram dando origem ao F-102 Delta Dagger, porém, em 1952, já se tornava claro que nenhum dos subsistemas que complementariam a aeronave estariam prontos até 1954; motores, armas e sistemas eletrônicos ainda demorariam bastante até que estivessem operacionais. Um esforço foi iniciado para começar rapidamente para produzir um interceptador supersônico interino para substituir vários modelos de interceptadores subsônicos em serviço, e a célula do F-101 foi considerado como uma boa base para este interceptador .
Apesar da McDonnell ter proposto a designação F-109 para esta aeronave , a USAF deu a designação de F-101B. As primeiras aeronaves foram postas em serviço no 60th Fighter-Interceptor Squadron, em 5 de janeiro de 1959, tendo a produção desse modelo terminada em março de 1961 . O F-101B teve seu cockpit modificado para comportar dois tripulantes, a fuselagem alargada para comportar o radar de controle de tiro Hughes MG-13. O F-101B contava com um datalink com o sistema SAGE (Semi-Automatic Ground Environment), possibilitando que controladores em terra façam ajustes no piloto automático da aeronave para guiá-la em direção de alvos. O F-101B contava com turbojatos Pratt & Whitney J57-P-55, mais potentes (fazendo também do F-101B, o único Voodoo a não utilizar o J57-P-13). Os novos motores eram equipados com um pós-combustor substancialmente maior que o equipado nos motores J57-P-13 e para evitar um reprojeto na célula original do F-101, os pós-combustores foram deixados parcialmente fora da fuselagem, estendendo a "tubeira" dos motores em quase 2,4 m. Os motores mais potentes e a melhoras no projeto aerodinâmico elevaram o desempenho da aeronave, chegando a 2.284 km/h (Mach 1.85) .

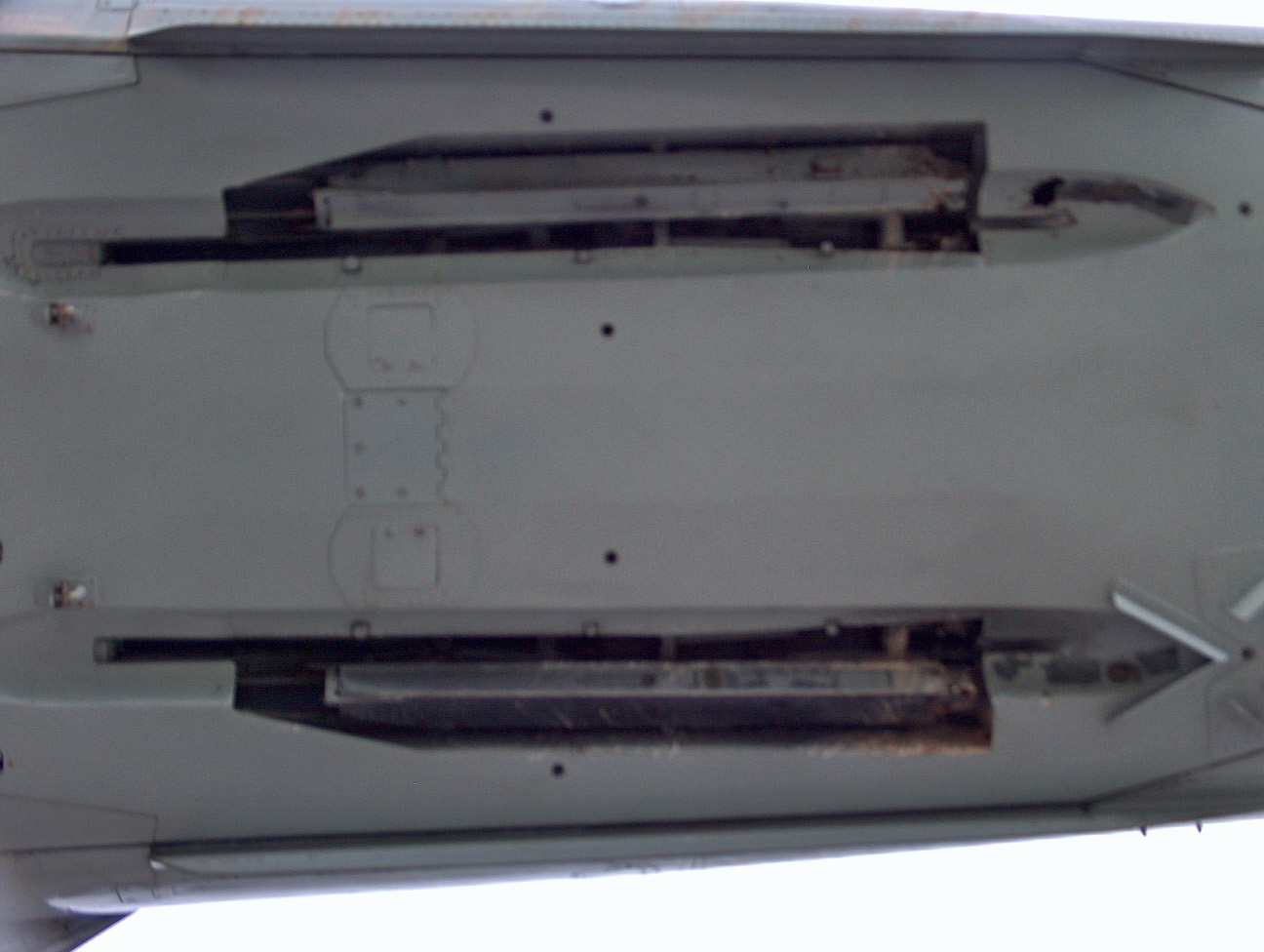
A montagem rotativa do F-101B

O F-101B teve seus quatro canhões M39 removidos e carregava quatro mísseis ar-ar Hughes AIM-4 Falcon, em uma montagem rotativa dentro da baia de armas da fuselagem . A carga inicial eram dois mísseis AIM-4A, de guiado por radar semi ativo (SARH) e dois AIM-4B, guiados por infravermelho (IR), montados em ambos os lados da montagem rotativa . Após os dois primeiros mísseis serem disparados, as portas da baia giravam, expondo o segundo par de mísseis, que se encontrava dentro da baia de armas do F-101B. Era procedimento padrão da época que se disparasse mísseis de guiados diferentes (no caso, SARH/IR) em pares para aumentar a probabilidade de acerto. Versões mais modernas do interceptador tinham provisões para a montagem de dois foguetes ar-ar nucleares AIR-2 Genie em um dos lados da montagem rotativa, tendo no outro lado na montagem, um par de mísseis AIM-4C Falcon, guiados por infravermelho (IR). Maioria dos F-101B foram modernizados para carregar esse armamento no Projeto Kitty Car ainda no início de 1961 .
Durante 1963 à 1966, aeronaves F-101B foram modernizadas no Interceptor Improvement Program (IIP, também designado como Projeto Bold Journey), com um sistema de controle de tiro melhorado para lidar com contramedidas eletrônicas (ECM) inimigas e um sensor infravermelho de busca e rastreamento (IRST) montado no nariz da aeronave, no lugar da sonda de reabastecimento aéreo .
O F-101B foi construído em maiores números que as versões A e C, com o total de 479 aeronaves entregues até o fim da produção, em 1961 . Maioria dessas aeronaves seria entregue para o Air Defence Command (ADC), tendo as primeiras entregas acontecido em 1959 . O único cliente estrangeiro do F-101B foi o Canadá, que o nomeou como CF-104B .
O F-101B foi retirado de serviço na ADC entre 1969 a 1972, com várias aeronaves sendo transferidas para a Guarda Aérea Nacional (ANG), substituindo aeronaves F-102 Delta Dagger. O F-101B serviu na ANG até 1982.

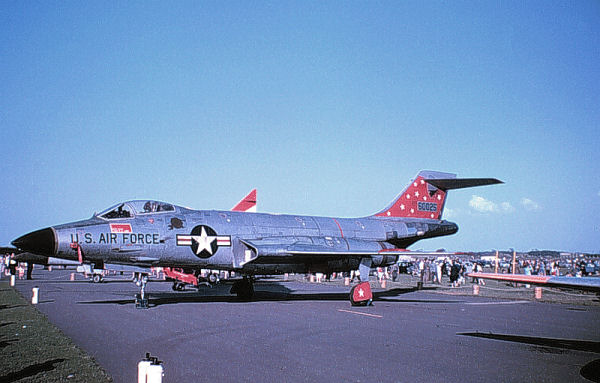
F-101C do 78th Tactical Fighter Squadron

### F-101C / RF-101H
O F-101A foi aceito pelo Tactical Air Command (TAC), apesar de um número de problemas que o afetava. Um dos principais problemas era a célula, incapaz de resistir manobras acima de 6.33 g . Um modelo aperfeiçoado, o F-101C, foi introduzido em 1957. A célula era 227kg mais pesada, o que possibilitava que a aeronave resistisse manobras até 7.33 g, bem como uma revisão no sistema de combustível para aumentar o tempo de acionamento do pós-combustor .  Como o F-101A, o F-101C era dotado de um hardpoint na linha central da fuselagem para carregar armas nucleares, além de dois hardpoints para a montagem de tanques ejetáveis de 1.700l . 47 aeronaves foram produzidas .
Originalmente, essas aeronaves serviram ao 27th Tactical Fighter Wing (TFW), da USAF, na Base Aérea de Bergstrom, no Texas, porém, em 1958, as aeronaves foram transferidas para o 81st TFW, da Força Aérea dos Estados Unidos na Europa (USAFE), operados no Reino Unido, em conjunto com a Força Aérea Real (RAF). o 78th Tactical Fighter Squadron (TFS), baseado na Base Aérea de Woodbridge, enquanto o 91st TFS e 92nd TFS eram baseados na Base Aérea de Bentwaters. O 81st TFW servia como força de dissuasão nuclear estatégica, com o longo alcance do Voodoo podendo bater alvos em todos os países do Pacto de Varsóvia e em até 800km para dentro da União Soviética. Ambas dos modelos A e C, serviram de forma intercambiável nos três esquadrões do 81st TFW.
Os F-101A e C que se encontravam operacionais foram modernizados, com a instalação dos sistemas LADD (Low Angle Drogued Delivery) e LABS (Low Altitude Bombing System), para auxiliar as missões com armas nucleares em baixa altitude. Os pilotos eram treinados para executar missões de baixa altitude e alta velocidade em território soviético e de países do Pacto de Varsóvia. Essas aeronaves não eram previstas que voltassem dessas missões, com os pilotos tendo que ejetar em território soviético .
O F-101C nunca foi operado em combate, tendo sido substituído pelo F-4C Phantom II . 32 aeronaves foram convertidas para missão de reconhecimento desarmado, tendo sido designadas RF-101H. Essas aeronaves serviram na Guarda Aérea Nacional (ANG) até 1972 .

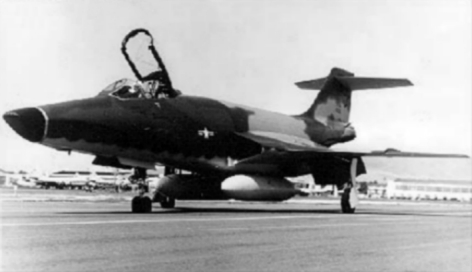
RF-101C do 15th TFS

### RF-101C
Usando a célula reforçada do F-101C, o RF-101C voou pela primeira vez em 12 de julho de 1957 , entrando em serviço em 1958. Como o RF-101A, o RF-101C carregava seis câmeras de reconhecimento no nariz modificado da aeronave, no lugar do radar e canhões montados; Porém, mantendo as capacidades de bombardeiro. 166 RF-101C foram construídos, incluindo 96 células que seriam originalmente montadas como caças-bombardeiros F-101C . 
Em 1964, o Projeto Toy Tiger modificou algumas aeronaves RF-101C com novas câmeras de reconhecimento e um casulo de reconhecimento, montado na linha central da fuselagem. Algumas outras aeronaves receberam mais modificações, pelo programa Mod. 1181, como o controle automático das câmeras.
O RF-101C esteve em serviço durante a Crise de Mísseis de Cuba, executando missões de reconhecimento. Durante a Guerra do Vietnã, os RF-101C foram operados pelo 67th Tactical Reconnaissance Wing (TRW), tendo feito 35.000 surtidas . O RF-101C, devido a sua velocidade, era quase imune a interceptações dos MiG vietnamitas, porém, era vulnerável a mísseis superfície-ar. Em abril de 1967, casulos de guerra eletrônica AN/ALQ-71, para proteger as aeronaves contra mísseis superfície-ar, possibilitando operações à média altitude, porém, o casulo adicionou arrasto e peso à aeronave, fazendo-a vulnerável a ataques de MiG vietnamitas. 39 aeronaves foram perdidas (33 delas em combate) , incluindo cinco por mísseis superfície-ar, um por ataque ao aeródromo em que estava baseado e e um por combate aéreo contra um MiG-21 em setembro de 1967.
Após a saída norte-americana do Vietnã, o RF-101C continuou a servir em unidades da USAF até 1979, sendo a única versão do Voodoo a ser operada em combate.

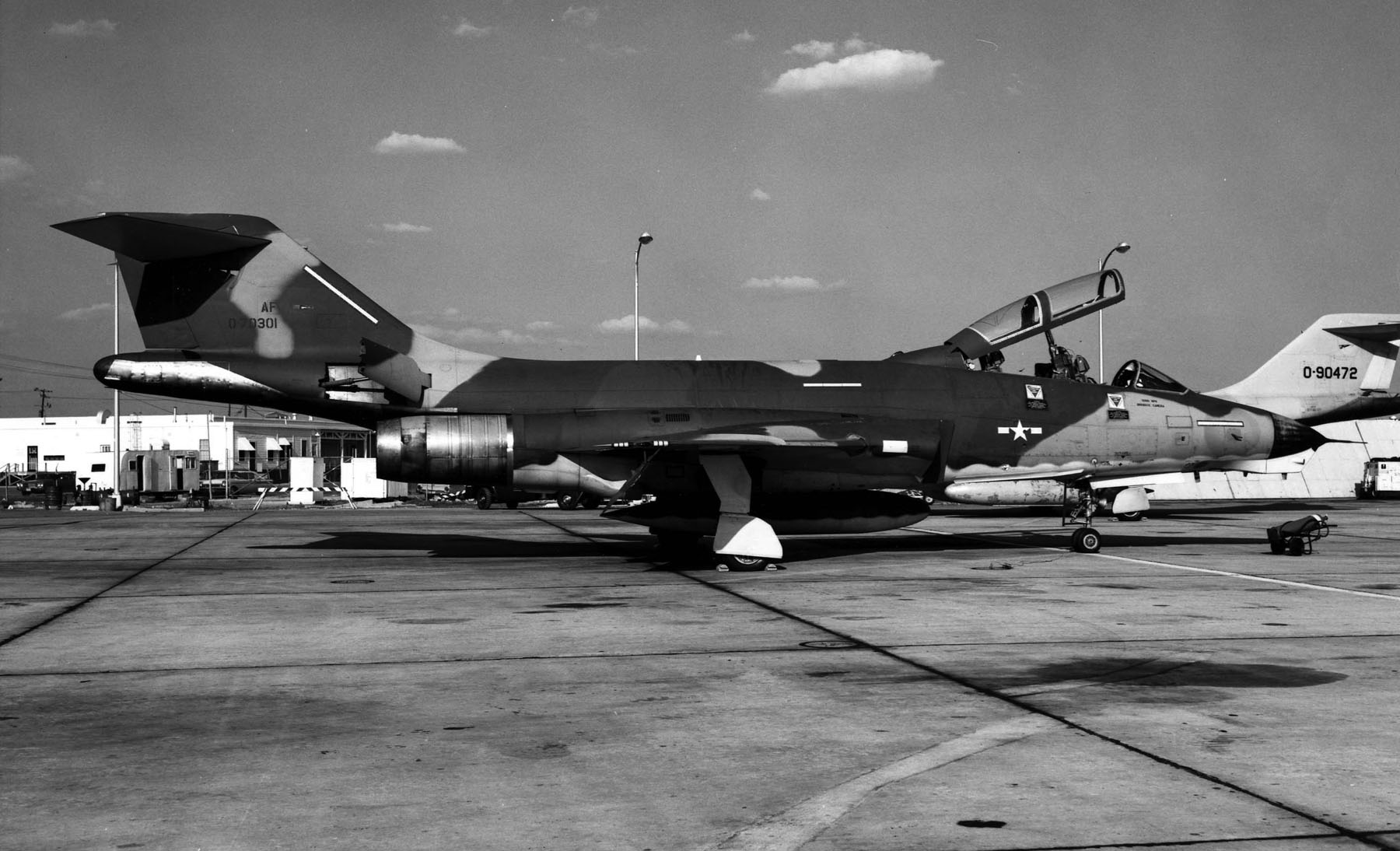
O protótipo do RF-101B (matrícula 57-0301)

### TF-101B / F-101F / CF-101F
Algumas células de F-101B foram completadas como aeronaves de treinamento, sendo inicialmente designadas como TF-101B, porém foi redesignada como F-101F. 79 unidades do F-101F foram construídas e mais 152 unidades foram modificadas com duplo comandos de aeronaves F-101B originais. 10 aeronaves foram fornecidas para o Canadá, sendo designadas CF-101F, sendo substituídas por mais 10 aeronaves modernizadas em 1971.

### RF-101B
No início dos anos 70, um lote de 22 aeronaves CF-101B, ex-Real Força Aérea Canadense (RCAF), foi retornado para a USAF e convertidos para aeronaves de reconhecimento RF-101B, com seu radar e baia de armas removidos e com três câmeras KS-87B e duas câmeras de TV AN/AXQ-2. Uma sonda de reabastecimento aéreo foi instalada. Essas aeronaves foram operadas pelo 192nd Tactical Reconnaissance Squadron (TRS) da Guarda Aérea Nacional (ANG) do Nevada em 1975. Essas aeronaves eram caras de operar e acabaram sendo retirados de serviço cedo.

## Recordes
O F-101 foi responsável por alguns recordes na história aeronáutica:
- Um JF-101A (o nono F-101A produzido, modificado com motores Pratt & Whitney J57-P-53, que viriam a ser padrão no F-101B), bateu o recorde mundial de velocidade no ar durante a Operação Firewall em 12 de dezembro de 1957, atingindo 1.943,4 km/h (Mach 1.57) [12], recorde esse que durou até maio de 1958;
- Um RF-101C bateu o recorde de tempo no vôo Los Angeles - Nova Iorque - Los Angeles, fazendo o trajeto em 6 horas e 46 minutos, durante a Operação Sun Run [16].

## Variantes
Informações: Angelucci and Bowers 1987, pp. 309–10
- F-101A: Caça-bombardeiro monoplace (único assento). Variante inicial de produção. 77 unidades construídas;
  - NF-101A: Um F-101A utilizado pela General Electric como mula de testes para o motor J79;
  - YRF-101A: Dois F-101A utilizados como protótipos para modelos de reconhecimento;
  - RF-101A: Versão de reconhecimento do F-101A. 35 unidades construídas;

- F-101B: Interceptador biplace (duplo assento). 479 unidades construídas (incluindo CF-101B);
  - CF-101B: Interceptador biplace (duplo assento) transferidos para a Real Força Aérea Canadense, 112 unidades transferidas;
  - RF-101B: Variante de reconhecimento do F-101B. Convertidas de unidades ex-RCAF. 22 unidades convertidas;
  - TF-101B: Versão de treinamento de duplo comando. Redesignado F-101F. 79 unidades construídas;
  - EF-101B: Um F-101B convertido para uso como alvo para radares, alugado para o Canadá;
  - NF-101B: Protótipo do F-101B baseado na célula do F-101A; o segundo protótipo teve o nariz modificado;

- F-101C: Caça-bombardeiro monoplace (único assento). Variante aperfeiçoada. 47 unidades construídas;
  - RF-101C: Variante de reconhecimento do F-101C. 166 unidades construídas;
- F-101D: Versão do F-101 com o motor General Electric J79. Nenhuma unidade construída;
- F-101E: Outra versão do F-101 com o motor General Electric J79. Nenhuma unidade construída;
- F-101F:  Versão de treinamento de duplo comando. Designada anteriormente como TF-101B. 79 unidades construídas, mais 154 unidades convertidas de F-101B;
  - CF-104F: Versão de treinamento de duplo comando transferidos para a Real Força Aérea Canadense, 20 unidades transferidas;
  - TF-104F: Versão de treinamento de duplo comando, Redesignado F-101F, 24 unidades construídas;
- RF-101G: Versão de reconhecimento convertida de células do F-101A para a Guarda Aérea Nacional (ANG). 29 unidades convertidas;
- RF-101H: Versão de reconhecimento convertida de células do F-101C. 32 unidades convertidas.

## Operadores
- Canadá - Real Força Aérea Canadense (RCAF)
- Estados Unidos - Força Aérea dos Estados Unidos (USAF)
- Taiwan - Força Aérea de Taiwan (ROCAF)

## Especificações
Informações: The Complete Book of Fighters

#### Características Gerais
- Tripulação: 1 ou 2
- Comprimento: 20,55 m
- Envergadura: 12,09 m
- Altura: 5,49 m
- Peso Vazio: 12.925 kg (28.495 lb)
- Peso Máximo de Decolagem (MTOW): 23.768 kg (52.400 lb)
- Capacidade de Combustível: 7.770l, carregados internamente, mais 1.700l em dois tanques ejetáveis
- Motor: 2x turbojatos Pratt & Whitney J57-P-55, 11.990lbf (53.3 kN) de empuxo seco, 16.900lbf (75 kN) com pós-combustão

#### Desempenho
- Velocidade Máxima: 1.825 km/h (985 kn/Mach 1.47) à 11.000m (35.000 ft)
- Alcance: 2.450 km
- Teto de Serviço: 17.800 m (58.400 ft)
- Carga Alar: 610 kg/m²
- Taxa Empuxo-Peso: 0.74

#### Armamento
- Mísseis Ar-Ar: Até 6x Hughes AIM-4 Falcon, de curto alcance, guiado por radar semi-ativo (SARH) e infravermelho
- Foguete Ar-Ar: 2x Douglas AIR-2 Genie, nuclear, curto alcance

#### Aviônica
- Sistema de Controle de Tiro: Hughes MG-13

## Ver Também
- Série Centenária

#### Desenvolvimento relatado
- McDonnell XF-88 Voodoo

#### Aeronaves de função, configuração ou era comparável
- Convair F-102 Delta Dagger
- Convair F-106 Delta Dart
- McDonnell-Douglas F-4 Phantom II
- Tupolev Tu-28